# فهرست افراد دانشگاه هاروارد

این فهرست شامل: فارغ التحصیلان، استادان و مدیران سرشناس تحصیل کرده در دانشگاه هاروارد است.
هشت رئیس‌جمهور آمریکا از این دانشگاه فارغ‌التحصیل شده‌اند که عبارتند از:جان آدامز، جان کویینسی آدامز، رادرفورد بیرچارد هیز، جان اف. کندی، فرانکلین دلانو روزولت، تئودور روزولت، جرج دابلیو بوش و باراک اوباما.
بیش از ۱۵۰ برنده نوبل در این دانشگاه تحصیل کرده‌اند یا به نوعی با این دانشگاه در ارتباط بوده‌اند.

## برندگان جایزه نوبل
| نام                   | سال تحصیل         | تخصص              | توضیحات                |
| --------------------- | ----------------- | ----------------- | ---------------------- |
| فلیپ وارن اندرسون     | دکترا ۱۹۴۹        | فیزیک             | برنده نوبل فیزیک ۱۹۷۷  |
| کریستین آنفینزن       | دکترا ۱۹۴۳        | زیست‌شیمی          | برنده نوبل شیمی ۱۹۷۲   |
| آبیجیت بنرجی          | دکترا ۱۹۸۸        | اقتصاد            | برنده نوبل اقتصاد ۲۰۱۹ |
| جی. مایکل بیشاپ       | دکترا ۱۹۶۲        | پزشکی             | برنده نوبل پزشکی ۱۹۸۹  |
| پرسی ویلیام بریجمن    | دکترا ۱۹۰۸        | فیزیک             | برنده نوبل فیزیک ۱۹۴۶  |
| رالف بانچ             | دکترا ۱۹۳۴        | سیاستمدار         | برنده نوبل صلح ۱۹۵۰    |
| ماریو کاپکی           | دکترا ۱۹۶۷        | ایمنی شناسی       | برنده نوبل پزشکی ۱۹۸۹  |
| مارتین کلایف          | دکترا۱۹۷۹         | شیمی              | برنده نوبل شیمی ۲۰۰۸   |
| دونالد کرام           | دکترا ۱۹۴۷        | شیمی              | برنده نوبل شیمی ۱۹۸۷   |
| ادوارد دویسی          | دکترا ۱۹۲۰        | زیست شناسی        | برنده نوبل پزشکی ۱۹۴۳  |
| تی. اس. الیوت         | دکترا(ناتمام)۱۹۱۴ | ادبیات            | برنده نوبل ادبیات ۱۹۴۸ |
| جان اندرز             | دکترا ۱۹۳۰        | پزشکی             | برنده نوبل پزشکی ۱۹۵۴  |
| دانیل کارلتون گایداشک | دکترا ۱۹۴۶        | پزشکی             | برنده نوبل پزشکی ۱۹۷۶  |
| والتر گیلبرت          | دکترا ۱۹۵۳        | زیست‌شناسی مولکولی | برنده نوبل شیمی ۱۹۸۰   |
| شلدون لی گلاشو        | دکترا ۱۹۵۹        | فیزیک             | برنده نوبل فیزیک ۱۹۷۹  |
| روی جی. گلوبر         | دکترا ۱۹۴۹        | فیزیک             | برنده نوبل فیزیک ۲۰۰۵  |
| ویلیام نولز           | دکترا ۱۹۳۹        | شیمی              | برنده نوبل شیمی ۲۰۰۱   |
| والتر کوهن            | دکترا ۱۹۴۸        | فیزیک نظری        | برنده نوبل فیزیک ۱۹۹۸  |
| راجر کورنبرگ          | دکترا ۱۹۶۷        | شیمی              | برنده نوبل شیمی ۲۰۰۶   |

## برنده جایزه پولیتزر
| نام        | سال تحصیل | تخصص           | توضیحات |
| ---------- | --------- | -------------- | ------- |
| هنری آدامز | ۱۸۵۸      | مورخ، رمان‌نویس |         |
|            |           |                |         |
|            |           |                |         |

## شاهزادگان و اشراف
| نام                | سال تحصیلی                | تخصص | توضیحات |
| ------------------ | ------------------------- | ---- | ------- |
| کریم آقاخان        | کارشناسی ۱۹۵۹             |      |         |
| علیرضا پهلوی (دوم) | دانشجوی دکترا در زمان مرگ |      |         |
|                    |                           |      |         |

## علوم، فناوری، پزشکی و ریاضیات
| نام | سال تحصیلی | تخصص | توضیحات |
| --- | ---------- | ---- | ------- |
|     |            |      |         |
|     |            |      |         |
|     |            |      |         |

## تجارت
| نام | سال تحصیل | تخصص | توضیحات |
| --- | --------- | ---- | ------- |
|     |           |      |         |
|     |           |      |         |
|     |           |      |         |

## سیاست
| نام             | سال تحصیل  | تخصص   | توضیحات         |
| --------------- | ---------- | ------ | --------------- |
| سباستین پینیه‌را | دکترا ۱۹۷۶ | اقتصاد | رئیس جمهور شیلی |
|                 |            |        |                 |
|                 |            |        |                 |

## حقوق
میشل اوباما